# Twin Jet
Twin Jet is een Franse luchtvaartmaatschappij met haar thuisbasis in Aix-en-Provence. Zij voert regionale lijnvluchten uit binnen Frankrijk.
Twin Jet is opgericht in 2001.

## Bestemmingen
Twin Jet voerde in juni 2017 lijnvluchten uit naar:

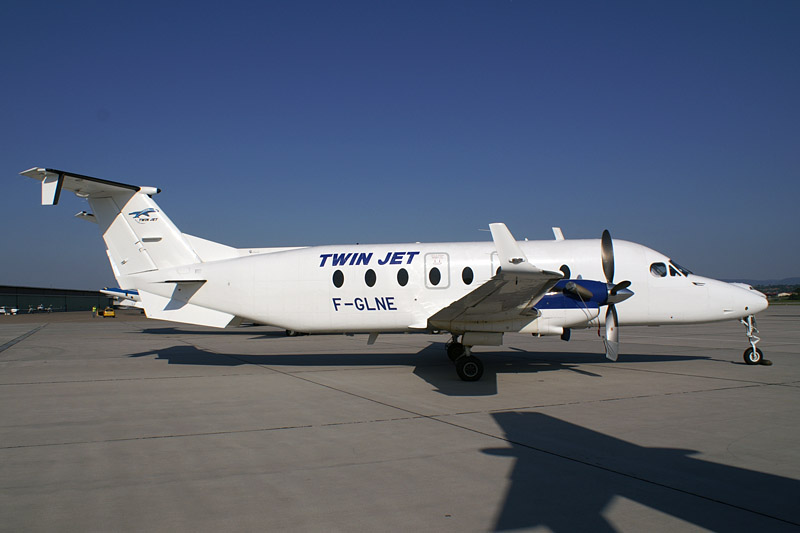
Twin Jet Beechcraft 1900

Binnenland:
- Le Puy-en-Velay
- Lyon
- Marseille
- Mende
- Metz-Nancy
- Nice
- Parijs
- Pau
- Rijsel
- Straatsburg
- Toulouse

Italië:
- Milaan (stad)

Duitsland:
- Stuttgart

Zwitserland
- Zurich

## Vloot
De vloot van Twin Jet bestond in september 2013 uit:
- 12 Beechcraft 1900.